# Peinture 193,4 x 129,1 cm, 1948-1949
Peinture 193,4 × 129,1 cm, 1948-1949 est une peinture réalisée par Pierre Soulages en 1948-1949. Ce brou de noix sur toile est conservé au Museum of Modern Art de New York qui l'a acquis en 1952,.

## Histoire et composition
Seul brou de noix sur toile de Soulages ayant été conservé, il est un témoin capital du travail de la lumière par contraste dans une forme synthétique, caractéristique de cette période.